# Manzoni bianco
Il Manzoni bianco o Incrocio Manzoni 6.0.13, creato da Luigi Manzoni, è un vitigno a bacca bianca considerato autoctono del Veneto, da cui si producono numerosi vini a D.O.C.G. e D.O.C..

## Storia
Il vitigno Manzoni Bianco o Incrocio Manzoni 6.0.13 è frutto dell'incrocio tra Riesling Renano e Pinot bianco; si tratta di un clone creato da Luigi Manzoni quando era preside della Scuola Enologica di Conegliano, mediante esperimenti condotti negli anni trenta del ventesimo secolo sul miglioramento genetico della vite. È ormai considerato vitigno autoctono della provincia di Treviso. Il vitigno possiede notevoli capacità di adattamento a climi e terreni molto diversi tra loro.

## Zone di coltivazione
In Italia è presente soprattutto nelle colline venete e nella Provincia di Trento. Viene coltivato quasi in tutta Italia.

## Ampelografia
Germoglio : semiaperto, lungo 10-30 cm.
Foglia:: di taglia media-piccola e forma pentagonale, ha cinque lobi e denti convessi cortissimi.
Fiore: ermafrodita
Grappolo: piccolo, conico o cilindrico, spesso, con un’ala, mediamente compatto, tra gli 80 e i 150 grammi.
Acino::  medio piccolo, sferico e di colore giallo verde, con buccia spessa e abbastanza consistente, mediamente pruinosa.
Tralcio legnoso:: sezione circolare, leggermente appiattita, di colore nocciola

## Vini ricavati
Le uve Manzoni bianco partecipano all'uvaggio della DOCG Colli di Conegliano bianco e DOC Custoza, inoltre, formano tipologia nelle DOC Colli Berici, Colli Euganei, Asolo Montello, Piave, Terre del Colleoni e Vicenza; in numerosi altri disciplinari sono presenti in uvaggio, con percentuali varie. Il Manzoni bianco è anche permesso in più di novanta indicazioni geografiche tipiche.